# Auradou
Auradou ist eine französische Gemeinde mit 419 Einwohnern (Stand 1. Januar 2022) im Département Lot-et-Garonne in der Region Nouvelle-Aquitaine (vor 2016: Aquitanien). Die Gemeinde gehört zum Arrondissement Villeneuve-sur-Lot und zum Kanton Le Pays de Serres.
Der Name in der okzitanischen Sprache lautet orador, das sich vom lateinischen oratorium (deutsch Oratorium, Kapelle) ableitet.
Die Einwohner werden Auratoriens und Auratoriennes genannt.

## Geographie
Auradou liegt ca. zwölf Kilometer südöstlich von Villeneuve-sur-Lot in der historischen Provinz Agenais am östlichen Rand des Départements.
Umgeben wird Auradou von den vier Nachbargemeinden:
|                   | Penne-d’Agenais                             |           |
| Hautefage-la-Tour | Kompassrose, die auf Nachbargemeinden zeigt | Massoulès |
|                   | Frespech                                    |           |

Auradou liegt im Einzugsgebiet des Flusses Garonne.
Die Tancanne, ein Nebenfluss des Boudouyssou, durchquert das Gebiet der Gemeinde zusammen mit ihren Nebenflüssen, dem Ruisseau de Lartigue und dem Ruisseau de Combe-Lou-Bas, der in Auradou entspringt.

## Einwohnerentwicklung
Zu Beginn des 19. Jahrhunderts stieg die Einwohnerzahl auf einen Höchststand von rund 655. In der Folgezeit sank die Größe der Gemeinde bei kurzen Erholungsphasen bis zu den 1970er Jahren auf 220 Einwohner, bevor Wachstumsphase einsetzte, die heute noch anhält.
| Jahr      | 1962 | 1968 | 1975 | 1982 | 1990 | 1999 | 2006 | 2011 | 2022 |
| --------- | ---- | ---- | ---- | ---- | ---- | ---- | ---- | ---- | ---- |
| Einwohner | 238  | 227  | 220  | 256  | 311  | 258  | 342  | 380  | 419  |

## Sehenswürdigkeiten
- Pfarrkirche Saint-Martin aus dem 12. Jahrhundert
- Ruinen der Pfarrkirche Saint-Clair im Weiler Grézac aus dem 15. Jahrhundert
- Herrenhaus Rivals aus dem 16. Jahrhundert
- Ruine des Herrenhauses Lacalcinie aus dem 16. Jahrhundert
- Galeriegräber von Grézac Grabstätten der Urgeschichte

## Wirtschaft und Infrastruktur

### Bildung
Die Gemeinde verfügt über eine öffentliche Vor- und Grundschule mit 51 Schülerinnen und Schülern im Schuljahr 2018/2019.

### Verkehr
Auradou ist erreichbar über die Route départementale 103.